# Parque estatal Pinnacle Mountain
Pinnacle Mountain State Park es un parque estatal de 2.356 acres (953 hectáreas) ubicado en el condado de Pulaski al borde de Little Rock, la capital del estado.  La atracción principal es la montaña Pinnacle, un sitio muy popular con los ciudadanos y turistas de Centroarkansas. El área está acorralado por los ríos Maumelle (grande y pequeño).

## Historia
Las primeras personas que se asentaron en el área se refirieron a Pinnacle Mountain como "Mamelle", el nombre francés de una colina en forma del seno de una mujer.  "Mamelle" finalmente se convirtió en "Maumelle", que es el nombre que se usa para los ríos Big Maumelle y Little Maumelle, así como para la cercana ciudad de Maumelle.  Un viaje a Pinnacle Mountain era una actividad popular en el siglo XIX.  La escalada se hizo aún más popular con la construcción del ferrocarril local en la década de 1890 y el uso común del automóvil en la década de 1900.
La explotación de canteras de arenisca y esquisto dentro del parque moderno comenzó alrededor de 1920.  La ladera este de Pinnacle Mountain fue una fuente importante de material para la construcción de la presa del lago Maumelle en la década de 1950.  Ubicado inmediatamente al noroeste de Pinnacle Mountain, el lago Maumelle es un suministro de agua cruda de alta calidad que atiende a una población de casi 398,000 habitantes;  el embalse entró en funcionamiento en 1958, al menos dos años después de que se incautara el río Big Maumelle.  En la década de 1960, se llevó a cabo una extensa extracción de arenisca en el moderno centro de visitantes, cuyo resultado se puede ver junto al estanque de la cantera.
La idea de un parque se había considerado durante muchos años, pero no despegó hasta la década de 1970.  En 1973, la Asamblea General de Arkansas aprobó la creación del Parque Estatal Pinnacle Mountain.  Desde entonces, se han reservado 2356 acres para diversos fines, incluida la educación ambiental, la recreación al aire libre y la preservación.

## Infraestructura del Parque

### Edificios
Hay un pequeño edificio en la entrada del parque que sirve como un centro de información (visitantes). Hay servicios aquí. En esta área hay bancos, mesas y un gran césped para jugar frisbee o hacer un pícnic. Dicho esto, no hay sitios para acampada dentro del parque. Sin embargo, hay caping dentro del Parque Maumelle ubicado cercano y mantenido por el Cuerpo de Ingenieros del Ejército de los Estados Unidos.

### Senderos
El parque estatal Pinnacle Mountain cuenta con varios rutas principales de senderismo.
Los senderos que comienzan en el estacionamiento de West Summit son el sendero Kingfisher de 0,5 millas, que pasa junto al río Little Maumelle, y el sendero West Summit de 1,5 millas (marcado con llamas amarillas).  El sendero West Summit es la ruta estándar hasta la cumbre de Pinnacle Mountain y es uno de los senderos con más tráfico peatonal en Arkansas. Hay grandes piedras y un bosque pero también vistas al valle abajo. 
Los senderos que comienzan en el estacionamiento de East Summit son el East Summit Trail de 1,5 millas (marcado por llamas rojas y blancas), que también asciende a la cumbre de Pinnacle Mountain, y el Base Trail de 2,5 millas (marcado por llamas de color verde claro).  El sendero Base gira completamente alrededor de la base de Pinnacle Mountain y conecta el comienzo del sendero East Summit con el comienzo del sendero West Summit.
Los senderos que comienzan en el centro de visitantes son el sendero Rocky Valley de 2 millas (marcado con llamas verdes) y el sendero East Quarry de 1 milla, un ramal del sendero Rocky Valley.  El Ouachita Trail, de largo algunas 223 millas (marcado con llamas azules), también comienza en el centro de visitantes antes cruza Pinnacle Valley Road en el estacionamiento de East Summit después de 1,5 millas y luego se superpone a una sección de 0,5 millas del Base Trail antes de continuar hacia el oeste hacia el lago Maumelle.
El Arkansas Trail de 0,75 millas está ubicado cerca del centro del Arkansas Arboretum, un sitio de 71 acres (29 hectáreas) que exhibe la flora nativa del estado de Arkansas.

### Mountain Biking
Se abrieron nuevos senderos para ciclismo de montaña en 2020. Este sistema de senderos actualmente consiste de 13 millas que incluyen secciones de campo traviesa, descenso, flujo y principiantes.  El sistema de senderos para mountain biking se llama Monument Trails en Pinnacle Mountain State Park y fue construido con la última tecnología para mejorar el disfrute del viaje y la sostenibilidad.  Estos nuevos senderos también lo llevan a lugares nunca antes accesibles dentro del parque.  Si bien estos senderos están optimizados para el ciclismo de montaña, todos menos algunos están abiertos al senderismo y la carrera de senderos.
```
Rutas Populares:
 Bucle NIC
 Paseo en el pináculo de Joe
 Bucle de hombre genial Jim Allen
  
Caminos
 Carrera armadillo
 Carnasaw
 Ciempiés
 Látigo
 Dinamita
 Corredor del claro
 Bifurcación
 Palo inferior
 Carrera de media montaña
 Conector del sendero del río
 Pistas de Turquía
 Twistflower
 Convulsión
 Palo superior
```

Hay tres áreas de aceso/estacionamiento actual: el centro de visitantes tiene el área de estacionamiento más grande, el Middle Mountain Trailhead tiene otro estacionamiento limitado (donde el camino del centro de visitantes tiene una intersección en "Y"), y el comienzo del sendero inferior donde Visitor Center Road se desvía por primera vez de Pinnacle Valley Road.
Hay algunos estacionamientos desbordados en el Arboretum en Pinnacle Valley Road.  Además, cuando recorra el Arkansas River Trail (a lo largo de la carrera Pinnacle Valley) desde Two Rivers Park, hay un comienzo de sendero en el letrero de Pinnacle Mountain State Park que lo llevará al sendero Jackfork.